# Rathnew
Rathnew (irisch Ráth Naoi; dt.: „Erdwerk von Naoi“) ist ein Dorf im County Wicklow im Osten der Republik Irland an der Irischen See. Die Einwohnerzahl Rathnew wurde bei der Volkszählung 2022 mit 3482 Personen ermittelt, womit sich die Einwohnerzahl seit 1991 um das Anderthalbfache erhöht hat.

## Lage
Rathnew liegt etwa drei Kilometer nordwestlich von Wicklow nahe der Irischen See.
Westlich der Siedlung führt die M11 von Dublin kommend nach Wicklow und weiter nach Wexford entlang.

## Sehenswürdigkeiten
- Tinakilly House ist das 1883 errichtete, frühere Herrenhaus des Captain Robert Halpin. Er steuerte die SS Great Eastern für die Verlegung transozeanischer Seekabel, heute Hotel
- römisch-katholische Josephskirche
- Reste der St. Ernen’s Church

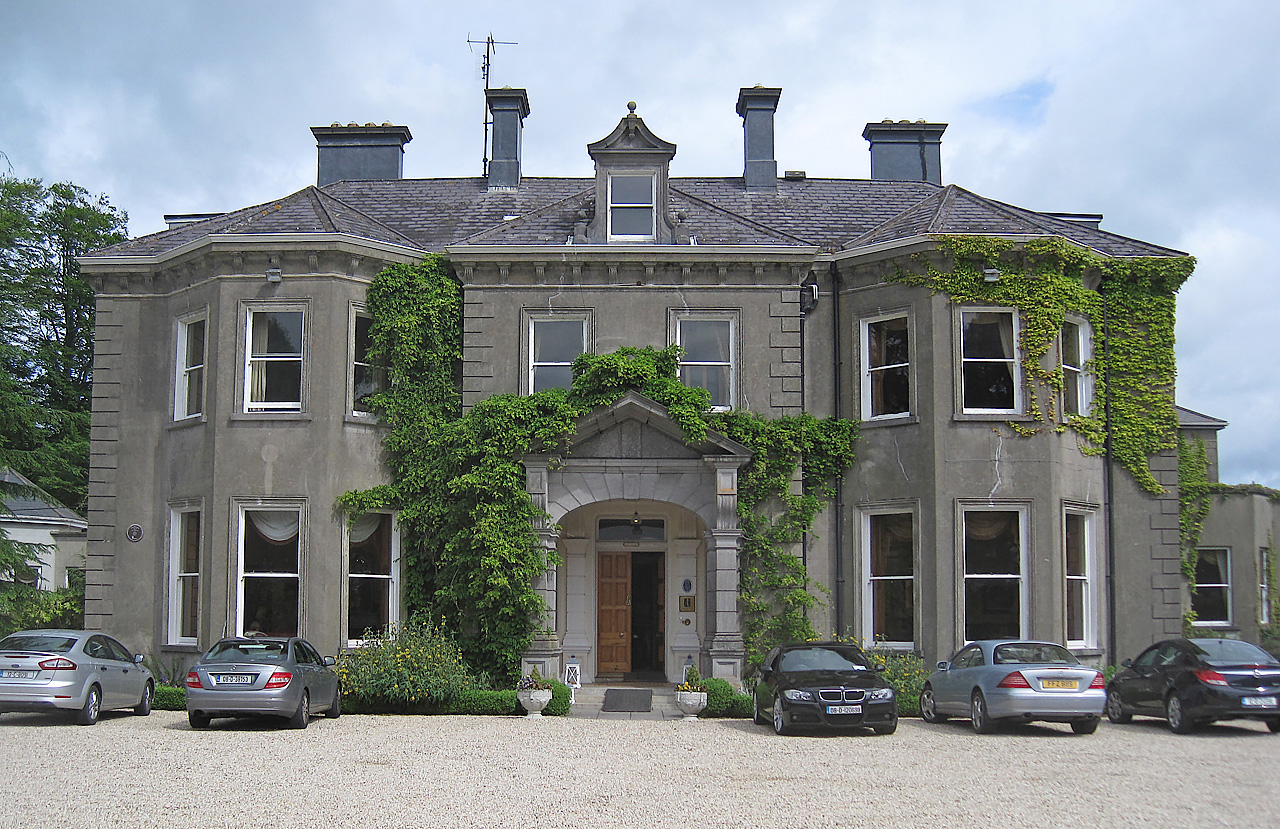
Tinakilly House
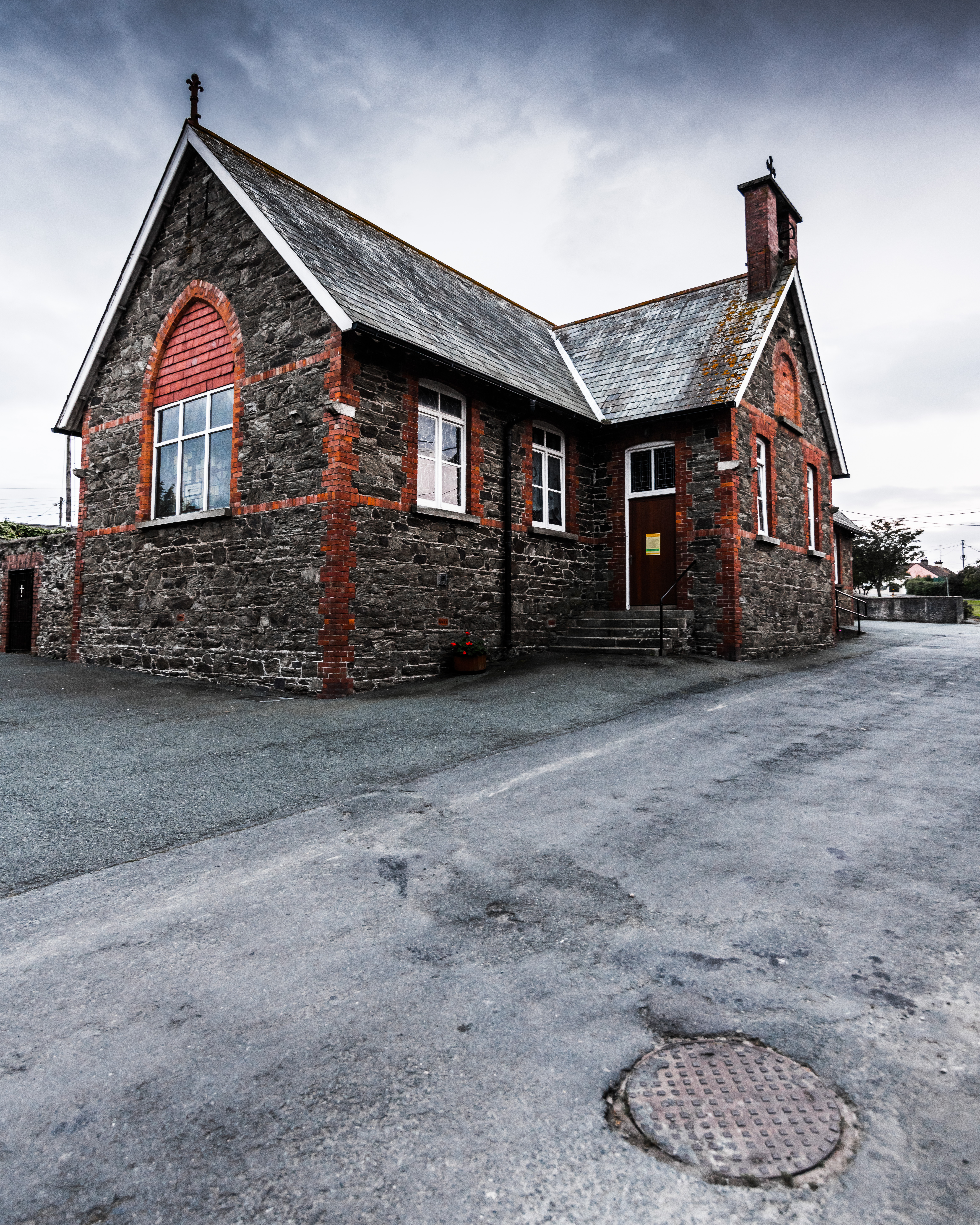
St. Joseph’s Church

## Persönlichkeiten
- Francis Chomley (1822–1892), erster Vorstandsvorsitzender HSBC
- Don Beauman (1928–1955), britischer Autorennfahrer (hier bei der Leinster Trophy tödlich verunglückt)